# Praia de Pontal de Maceió
Vista da praia
Pontal de Maceió ou Maceió ou Massaió é um praia brasileira localizada no município de Fortim no estado do Ceará.
Está situada entre a foz do Rio Jaguaribe, que separa Fortim de Aracati, e a foz do Rio Pirangi, que faz a divisa entre Fortim e Beberibe.